# (6575) Slavov
(6575) Slavov es un asteroide perteneciente al cinturón de asteroides, región del sistema solar que se encuentra entre las órbitas de Marte y Júpiter.
Fue descubierto el 8 de agosto de 1978 por Nikolái Stepánovich Chernyj desde el Observatorio Astrofísico de Crimea.

## Designación y nombre
Designado provisionalmente como 1978 PJ2, fue nombrado así en honor a Nikolaj Antonovich Slavov (n. 1926), ingeniero y deportista de la flota fluvial de Ucrania. Ayudó a liderar las tareas de limpieza después del desastre de Chernóbil en 1986, donde había estado trabajando durante varios meses. Campeón nacional de boxeo, es presidente de la Liga de Boxeo Profesional de Ucrania. Sus intereses se extienden a las artes y es presidente de la Fundación Ucraniana del artista Leonid Bykov. Contribuye activamente al desarrollo de la cultura y el deporte en Ucrania.

## Características orbitales
Slavov está situado a una distancia media del Sol de 2,632 ua, pudiendo alejarse hasta 3,055 ua y acercarse hasta 2,208 ua. Su excentricidad es 0,161 y la inclinación orbital 14,331 grados. Emplea 1559,43 días en completar una órbita alrededor del Sol.
Los próximos acercamientos a la órbita de Júpiter ocurrirán el 20 de mayo de 2044, el 31 de agosto de 2054 y el 2 de enero de 2065.
Pertenece a la familia de asteroides de (10) Hygiea.

## Características físicas
La magnitud absoluta de Slavov es 13,29. Tiene 11,800 km de diámetro y su albedo se estima en 0,088.